# Sky Bridge 721
Sky Bridge 721 is de langste hangbrug voor voetgangers ter wereld. Dit record stond eerder op naam van de Gandaki Golden Footbridge. De brug is gebouwd in de gemeente Dolní Morava in Tsjechië, is 721 meter lang en bevindt zich op een hoogte van 95 meter. Ze werd voor het eerst voor het grote publiek geopend op 13 mei 2022.
De brug ligt in het gebergte van Králický Sněžník en biedt gebruikers een panoramisch uitzicht over het landschap. De hangbrug overspant de beekvallei van de Mlýnský, van de Slamník-bergkam tot de Chlum-bergkam. Aan de ene kant ligt de brug 1.125 meter boven zeeniveau en aan de andere kant 1.135 meter.
In samenwerking met het staatsbedrijf Lesy ČR (Bossen van de Tsjechische Republiek) en het Museum van de Tsjechoslowaakse Vestingwerken van 1935–1938 werd een "educatief natuurpad" genaamd "De Brug van de Tijd" voorbereid met elementen van augmented reality. Een spel met tien educatieve panelen behandelt onderwerpen van milieubescherming en hoe je je op het platteland moet gedragen, evenals de geschiedenis en het levensverhaal van een familie uit Dolní Morava tegen de achtergrond van gebeurtenissen in Tsjecho-Slowakije en de Tsjechische Republiek van 1935 tot nu.